# Пакета (штат Пиауи)

Пакета на карте штата.

Пакета (порт. Paquetá) — муниципалитет в Бразилии, входит в штат Пиауи. Составная часть мезорегиона Юго-восток штата Пиауи. Входит в экономико-статистический микрорегион Пикус. Население составляет 4147 человек на 2010 год. Занимает площадь 448,358 км². Плотность населения — 9,25 чел./км².

## Демография
Согласно сведениям, собранным в ходе переписи 2010 г. Национальным институтом географии и статистики (IBGE), население муниципалитета составляет:
| Полное население                               | Полное население                               | Полное население                               | Полное население                               | 4147  |
| ---------------------------------------------- | ---------------------------------------------- | ---------------------------------------------- | ---------------------------------------------- | ----- |
| в том числе:                                   | Городское население                            | 557                                            | Процент городского населения, %                | 13,43 |
|                                                | Сельское население                             | 3590                                           | Процент сельского населения, %                 | 86,57 |
|                                                | Мужское население                              | 2143                                           | Процент мужского населения, %                  | 51,68 |
|                                                | Женское население                              | 2004                                           | Процент женского населения, %                  | 48,32 |
| Плотность населения, чел/км²                   | Плотность населения, чел/км²                   | Плотность населения, чел/км²                   | Плотность населения, чел/км²                   | 9,25  |
| Население муниципалитета в % к населению штата | Население муниципалитета в % к населению штата | Население муниципалитета в % к населению штата | Население муниципалитета в % к населению штата | 0,13  |

По данным оценки 2016 года, население муниципалитета составляет 3900 жителей.

## Статистика
- Валовой внутренний продукт на 2003 год составляет 7 246 452,00 реалов (данные: Бразильский институт географии и статистики).
- Валовой внутренний продукт на душу населения на 2003 год составляет 1643,19 реалов (данные: Бразильский институт географии и статистики).
- Индекс развития человеческого потенциала на 2000 год составляет 0,529 (данные: Программа развития ООН).